# Каськово (Псковська область)
Каськово (рос. Каськово) — присілок в Куньїнському районі Псковської області Російської Федерації.
Населення становить 232 особи. Входить до складу муніципального утворення Каськовська волость.

## Історія
Від 2015 року входить до складу муніципального утворення Каськовська волость.

## Населення
| 2001 | 2002 | 2010 |
| ---- | ---- | ---- |
| 274  | ↘255 | ↘232 |